# Faudel
Faudel Belloua of Faudel (6 juni 1978, Mantes-la-Jolie) is een Franse zanger van Algerijnse afkomst. Hij maakt vooral rai-muziek. Faudel wordt ook wel "Prince of Raï" genoemd.
Faudel begon op zijn twaalfde muziek te coveren van artiesten zoals Khaled en Cheb Mami. Hij hield in 1998 samen met Khaled en Rachid Taha het concert 1,2,3 Soleils. Zijn nummer Mantes-la-Jolie, dat gaat over zijn geboorteplaats, wordt tevens gebruikt in de lesmethode 'Franconville' voor de middelbare school, als luisteroefening voor klas 1. In 2006 scoorde Faudel een grote hit in Frankrijk met het nummer Mon pays.

## Discografie
- 1997 : Baïda.
- 1998 : 1, 2, 3 Soleils, Featuring Khaled, Rachid Taha.
- 2001 : Samra.
- 2003 : Un autre Soleil.
- 2006 : Mundial Corrida.
- 2007 : J'ai chaud.
- 2007 : Best of - L'essentiel Faudel.
- 2010 : Bled Memory.
- 2011 : I Love You More.
- 2017 : Rani - (featuring Mohammed Assaf).
- 2018 : All Day, Al Night (RedOne).

- Bibliothèque nationale de France: cb14007439j (data)
- Gemeinsame Normdatei: 135133939
- International Standard Name Identifier: 0000 0000 8015 3402
- Library of Congress Control Number: no00023644
- MusicBrainz: 5b330b43-ea98-486f-a15d-4aa09e990ac7
- Système universitaire de documentation: 11389838X
- Virtual International Authority File: 22339162
- WorldCat: E39PBJgCPGhPFPxQjwvK64BdcP